# Niki Niki
Niki Niki is een plaats in het Indonesische district Amanuban Tengah in het regentschap Zuid-Midden-Timor op West-Timor (provincie Oost-Nusa Tenggara).

## Geografie
De plaats heeft de status van subdistrict (ID: kelurahan) en is het bestuurscentrum van het district Amanuban Tengah. De plaats ligt op een hoogte van 765 m, aan de West-Timor Hoofdweg (ID: Jalan Nasional Trans Timor), tussen Soë en Kefamenanu. Zie ook bijgaand kaartje. De West-Timor Hoofdweg vormt de verbinding van Kupang met Motaain, het dorp aan de grens van West-Timor met Oost-Timor.

## Demografie
Het aantal inwoners bedraagt 3203. Opgave: 2017. De bevolking behoort grotendeels tot de bevolkingsgroep Atoin Meto, de grootste op West-Timor.

## Geschiedenis
Raja Louis, die bekend werd door zijn lange succesvolle verzet tegen de Nederlandse koloniale heersers, wordt beschouwd als de grondlegger van de plaats. Tot en met heden is Niki Niki de thuisbasis van de Rajas van Amanuban. Sinds 1980 wordt het raja-rijk bestuurd door Raja Nesi Nope van Amanuban. Voor zijn kroning was hij burgemeester van Niki Niki.

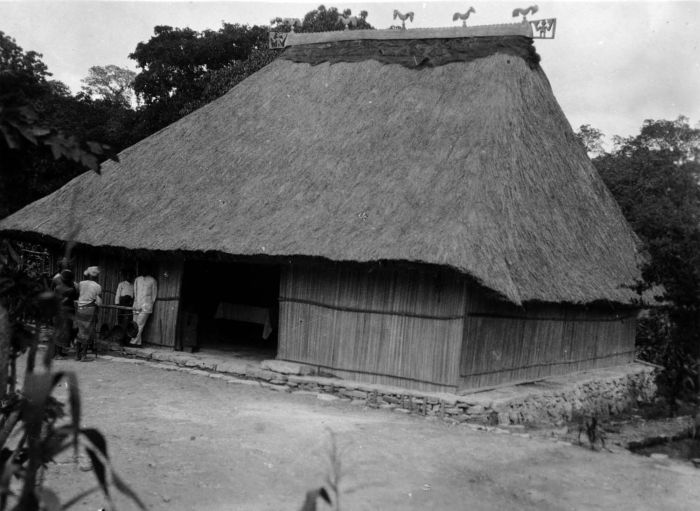
Huis van de Raja’s van Niki Niki ( 1928 / 1929 ).
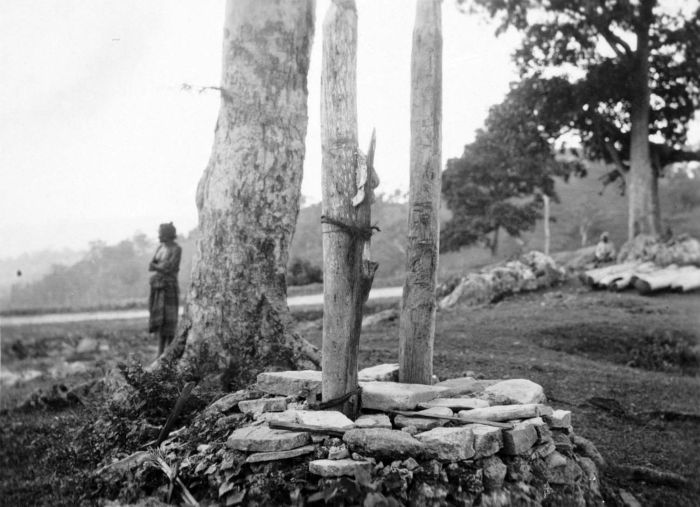
Offerplaats voor het huis van de raja van Niki Niki ( 1928 / 1929 ).
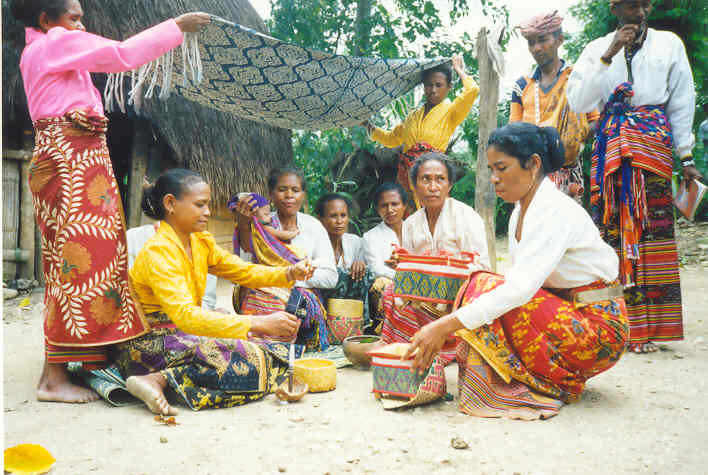
Geboorteritueel, Niki Niki, 1992; auteur: Heidrun Jardner.